# Tropical Stud
Tropical Stud oder Tropical Stud Poker, auch Caribbean Stud oder Oasis Stud, ist eine Pokervariante, die in Spielbanken angeboten wird. Bei dieser Spielart spielen die Teilnehmer nicht gegeneinander, sondern es spielt jeder Teilnehmer für sich gegen das Casino – im Prinzip handelt es sich daher um ein Zwei-Personen-Spiel.

## Das Spiel
Die nachstehende Beschreibung folgt dem Reglement der Casinos Austria.

### Die Regeln
Tropical Stud wird mit einem Paket französischer Spielkarten zu 52 Blatt an einem etwa halbkreisförmigen Tisch gespielt ähnlich dem Black Jack. An der geraden Seite sitzt der Croupier (Dealer, Bankhalter), ihm gegenüber befinden sich die Plätze für bis zu sechs Spieler (Pointeure).
Vor Beginn eines Spieles setzt jeder Spieler seinen Einsatz – zumindest das vom Casino festgelegte Minimum, üblicherweise 5 €, höchstens das sogenannte Maximum, zumeist 200 € – auf das Feld mit der Bezeichnung Ante. Sodann mischt der Croupier die Karten, lässt abheben und teilt jedem Spieler fünf Karten verdeckt zu, sich selbst gibt er ebenfalls fünf Karten, davon vier verdeckt, die fünfte jedoch offen.
Nun prüft jeder Spieler sein Blatt – die Spieler dürfen einander ihre Karten nicht zeigen – und entscheidet, ob er
- wetten (bet) möchte – in diesem Fall setzt er das Doppelte seines Ante auf das Feld Bet – oder ob er
- aussteigen (fold) möchte – in diesem Fall gibt der Spieler seine Karten verdeckt dem Croupier zurück, und der Einsatz auf dem Ante-Feld wird eingezogen.

Zusätzlich kann ein Spieler gegen Bezahlung eines Betrages in Höhe des Ante eine Karte tauschen (switch).
Haben sich alle Spieler entschieden, so legen sie ihre Karten wieder verdeckt auf den Tisch zurück, und nun deckt der Croupier sein Blatt auf. Um im Spiel zu bleiben, muss sich der Croupier qualifizieren, d. h., er muss eine Pokerkombination besitzen, die zumindest den Rang von Ass-König besitzt (“Dealer only plays with ace/king or higher”).
Kann sich der Croupier nicht qualifizieren, so ist das Spiel vorbei, d. h., die Spielbank steigt aus. Alle noch im Spiel befindlichen Pointeure erhalten einen Gewinn in der Höhe ihres Einsatzes auf dem Ante-Feld ausbezahlt.
Kann sich der Croupier qualifizieren, so geht die Spielbank mit (call) und jedes Blatt wird separat mit demjenigen des Croupiers verglichen.
- Ist das Blatt des Croupiers höher als das des Spielers, so verliert der Spieler die Einsätze auf dem Ante- und dem Bet-Feld.
- Ist das Blatt des Spielers höher, so wird der Einsatz auf dem Ante-Feld im Verhältnis 1:1 ausbezahlt (even money) und der Einsatz auf dem Bet-Feld nach folgender Auszahlungstabelle.

| Kombination          | Auszahlung |
| -------------------- | ---------- |
| Royal Flush          | 100 : 1    |
| Straight Flush       | 50 : 1     |
| Four of a Kind       | 20 : 1     |
| Full House           | 7 : 1      |
| Flush                | 5 : 1      |
| Straight             | 4 : 1      |
| Three of a Kind      | 3 : 1      |
| Two Pairs            | 2 : 1      |
| One Pair or Ace–King | 1 : 1      |

Beispiel: Ein Spieler setzt 5 € als Ante und erhält einen Drilling zugeteilt, daraufhin setzt er 10 € als Bet.
- Kann sich der Croupier nicht qualifizieren, so erhält der Spieler seine Einsätze zurück und einen 1:1-Gewinn auf sein Ante ausbezahlt, er gewinnt also 5 €.
- Kann sich der Croupier zwar qualifizieren, das Blatt des Spielers aber nicht schlagen, so erhält der Spieler seine Einsätze zurück, einen 1:1-Gewinn auf das Ante und einen 3:1-Gewinn auf das Bet (d. h. 30 €) für den Drilling ausbezahlt, er gewinnt also in summa 35 €.
- Kann der Croupier das Blatt des Spielers schlagen, so verliert er seine Einsätze (15 €).

Sollten der Croupier und der Spieler dieselbe Gewinnkombination aufweisen, so gilt die übliche Reihung, so schlägt z. B. eine Hand von „Zwei Damen, zwei Zehner und ein Ass“ eine Hand von „Zwei Damen, zwei Zehner und ein König“. Die Farben spielen bei der Gewinnentscheidung keine Rolle, haben der Spieler und der Croupier zwei gleichwertige Kombinationen, z. B. beide ein Straight mit einer Dame als höchster Karte, so ist das Spiel unentschieden (Stand off).

### Analyse
Betrachtet man die Regeln des Tropical Stud, so fällt auf den ersten Blick eine Reihe von Asymmetrien auf, die den Spieler bevorzugen.

#### Die Vorteile des Spielers
- Der Spieler kann nur höchstens seinen Einsatz verlieren, aber ein Vielfaches seines Einsatzes gewinnen (siehe obiges Auszahlungsschema).
- Der Spieler kann gegen Bezahlung eines Betrags in Höhe des Ante eine Karte tauschen – freilich ist ein solcher Tausch nur dann sinnvoll, wenn die Chance auf einen entsprechend hoch dotierten Gewinn besteht.
- Der Spieler kennt die Strategie seines Gegners: Dieser spielt ja nur, wenn er zumindest Ass-König besitzt.
- Der Spieler kennt eine Karte seines Gegners.

#### Der Vorteil der Spielbank
Diesen Vorteilen steht natürlich ein – versteckter – Vorteil der Spielbank gegenüber. Lässt man die den Spieler begünstigenden Asymmetrien beiseite, so ergibt sich ein sehr einfaches „normales“ Pokerspiel für zwei Personen – und dieses ist nicht symmetrisch, denn:
- Der Spieler muss als erster sprechen, die Spielbank spricht als zweiter.

Aus dieser Asymmetrie resultiert der Bankvorteil (Erwartungswert der Spielbank pro gesetztem Euro) beim Tropical Stud, dieser beträgt bei optimaler Spielweise des Spielers ungefähr 1,95 %.
Lässt die Spielbank kein Switching zu, so beträgt der Bankvorteil ungefähr 2,55 %

### Strategie
Spielt man als Pointeur nach der folgenden Strategie, so minimiert man den Vorteil der Spielbank.

#### Bet or fold
Bezüglich der Frage des Aussteigens bzw. Weiterspielens soll man sich an folgende Regeln halten.
- Hat man ein Paar oder eine höherwertige Hand, so soll man immer wetten.
- Hat man kein Paar, aber ein Ass und einen König, so soll man sich gemäß folgender Regel entscheiden:
  - Hat die offene Karte des Croupiers einen Wert zwischen Zwei und Dame, so soll man wetten, falls man selbst eine Karte vom Rang der offenen Karte des Croupiers hält.
  - Ist die offene Karte des Croupiers ein König oder ein Ass, so soll man wetten, wenn man einen Buben oder eine Dame hält, d. h., das Blatt muss A–K–B–3–2 oder besser stehen.
  - Stimmt die offene Karte des Croupiers im Rang mit keiner eigenen Karte überein, so soll man wetten, wenn man selbst eine Dame hält und die offene Karte des Croupiers niedriger als die vierthöchste Karte des Spielers ist.
  - In allen anderen Fällen, soll man mit einer Hand von Ass-König aussteigen.
- Hat man eine Hand schlechter als A–K–4–3–2, also Ass-Dame oder schwächer, so soll man stets aussteigen.

Diese Strategie ist nahezu optimal. Da jedoch die Farben der eigenen Karten und die Farbe der offenen Karte des Croupiers nicht berücksichtigt sind, welche die Wahrscheinlichkeit für ein Flush des Croupiers beeinflussen, so besteht theoretisch eine Möglichkeit, diese Strategie zu verbessern, doch ist dies praktisch bedeutungslos, da man den Bankvorteil gegenüber der obigen Strategie nur um 0,001 % verringern könnte – und die Spielanweisungen wesentlich komplizierter würden.

#### Switch
Die bisherigen Anweisungen berücksichtigen jedoch noch nicht die Möglichkeit, eine Karten zu tauschen, hierfür gelten folgende Regeln:
- Hat man vier Karten zu einem Straight flush oder Royal flush, so soll man im Spiel bleiben und die fünfte Karte tauschen, selbst dann, wenn man dadurch ein Paar zerreißt.
- Hat man vier Karten zu einem Flush, aber kein Paar, so soll man im Spiel bleiben und die fünfte Karte tauschen.
- Hat man vier aufeinanderfolgende Karten (ein outside straight), aber kein Paar, so soll man im Spiel bleiben und die fünfte Karte tauschen.
- Hält man zwei Paare oder einen Drilling, so soll man natürlich im Spiel bleiben aber keine Karte tauschen.

## Bonus Bet
Als Nebenwette (Side bet) boten viele Spielbanken einen Progressive Jackpot an, dieses Zusatzspiel wurde durch ein Spiel mit fixen Auszahlungsquoten ersetzt. Um an diesem Spiel teilzunehmen, muss ein Spieler, einen zusätzlichen Einsatz in Höhe von € 1.- oder € 2.- auf dem Feld Bonus Bet platzieren. Wird einem Spieler eine der höchsten Pokerkombinationen (Premium Hands) zugeteilt, so wird die Bonus Bet wie folgt ausbezahlt:
| Royal Flush     | 5000 : 1 |
| Straight Flush  | 1000 : 1 |
| Four of a Kind  | 500 : 1  |
| Full House      | 100 : 1  |
| Flush           | 75 : 1   |
| Straight        | 30 : 1   |
| Three of a Kind | 7 : 1    |

Wenn ein Spieler eine Karte tauscht, so kann er die Bonus Bet nicht mehr gewinnen.
Die Bonus Bet ist für den Spieler sehr nachteilig, der Bankvorteil liegt bei ca. 27 %.